# Phương trình vi phân riêng phần

Phương trình nhiệt

Trong toán học, một phương trình vi phân riêng phần (Partial Differential Equations, PDEs) (còn gọi là phương trình vi phân đạo hàm riêng, phương trình đạo hàm riêng, phương trình vi phân từng phần, hay phương trình vi phân riêng) là một phương trình vi phân bao gồm liên hệ giữa một hàm đa biến chưa biết và các đạo hàm riêng của hàm theo các biến này. Để tìm được hàm chưa biết, thường cần giải các hệ phương trình vi phân riêng phần, tức là các hệ phương trình chứa các phương trình vi phân riêng phần. PDEs thường được sử dụng để xây dựng giải quyết các vấn đề xoay quanh các hàm đa biến hay xây dựng các mô hình máy tính. Một trường hợp đặc biệt của PDEs là phương trình vi phân thường (ODEs), được sử dụng để giải quyết các bài toán đơn biến và đạo hàm của chúng.
PDEs có thể được sử dụng để mô tả một số các hiện tượng chuyển động của âm thanh, nhiệt, sự phân tán, tĩnh điện học, động điện học, động học chất lưu, độ co giãn hay cơ học lượng tử nói chung là các hiện tượng biến đổi trong không gian và thời gian. Nhiều hiện tượng vật lý khác nhau thường có thể quy về việc giải các hệ phương trình vi phân riêng phần giống nhau, khiến cho công cụ toán học là cầu nối liên hệ và tổng quát hoá nhiều hiện tượng tự nhiên. Phương trình vi phân thường thường chỉ mô tả hệ động học một chiều, ngược lại PDEs mô tả các hệ đa chiều.

## Giới thiệu
Phương trình vi phân riêng phần đơn giản hay gặp trong giáo trình toán là:
{\displaystyle {\frac {\partial u}{\partial x}}=0\,}
với u là hàm chưa biết của x và y. Phương trình này thực tế cho biết u(x,y) không phụ thuộc vào x; và lời giải tổng quát là:
{\displaystyle u(x,y)=f(y)\,}
với f là hàm bất kỳ của y. Phương trình này tương tự như phương trình vi phân thường
{\displaystyle {\frac {du}{dx}}=0\,}
có lời giải
{\displaystyle u(x)=c\,}
với c là hằng số bất kỳ không phụ thuộc vào x.
Thí dụ này cho thấy các lời giải tổng quát của phương trình vi phân riêng phần thường chứa các hàm bất kỳ, tương tự như lời giải tổng quát của phương trình vi phân thường chứa các hằng số bất kỳ.
Để xác định cụ thể lời giải trong dải rộng của lời giải tổng quát cho từng bài toán riêng lẻ, cần có thêm các điều kiện biên.